# (6019) Telford
(6019) Telford est un astéroïde de la ceinture principale.

## Description
(6019) Telford est un astéroïde de la ceinture principale. Il fut découvert le 3 septembre 1991 à Siding Spring par Robert H. McNaught. Il présente une orbite caractérisée par un demi-grand axe de 3,01 UA, une excentricité de 0,05 et une inclinaison de 8,6° par rapport à l'écliptique.

## Compléments